# 대수적 조합론

파노 평면 에서 파생된 파노 메트로이드. 매트로이드는 대수적 조합론에서 연구되는 많은 종류의 객체 중 하나이다.

대수적 조합론(영어: Algebraic combinatorics)은 다양한 조합적 맥락에서 추상 대수학, 특히 군론 및 표현론의 방법을 사용하거나, 반대로 대수 문제에 조합적 방법을 적용하는 수학 분야이다.

## 역사
"대수적 조합론"이라는 용어는 1970년대 후반에 도입되었다. 1990년대 초반이나 중반을 통해 대수적 조합론에서 관심을 갖는 전형적인 조합 객체는 많은 대칭 (결합 체계, 강한 정규 그래프, 군 작용이 있는 부분 순서 집합)을 인정하거나 풍부한 대수 구조를 가지고 있으며, 종종 표현 이론의 기원(대칭 함수, 영 타블로)을 갖는다. 이 기간은 1991년에 도입된 AMS 수학 분류의 05E, 대수적 조합에 반영된다.

## 범위
대수적 조합론은 조합 및 대수적 방법의 상호 작용이 특히 강력하고 중요한 수학 영역으로 보다 광범위하게 보여지게 되었다. 따라서 조합 주제는 본질적으로 열거 적이거나 매트로이드, 다포체, 부분적으로 정렬된 집합 또는 유한 기하학을 포함할 수 있다. 대수학적인 측면에서는 군론과 표현론 외에 격자론과 가환대수학이 통용된다.

## 중요한 주제

### 대칭 함수
대칭 함수 환은 n이 무한대로 갈 때 n 불확정에서 대칭 다항식의 환의 특정 극한이다. 이 환은 대칭 다항식 사이의 관계가 불확정수의 n 과 독립적인 방식으로 표현될 수 있는 보편적인 구조 역할을 한다(그러나 그 요소는 다항식도 함수도 아니다). 무엇보다도 이 환은 대칭 군의 표현 이론에서 중요한 역할을 한다.

### 결합 도식
결합 도식은 특정 호환성 조건을 만족하는 이항 관계의 모음이다. 결합 도식은 예를 들어 조합 설계 및 부호론과 같은 많은 주제에 대한 통합적 접근 방식을 제공한다.   대수학에서 결합 도식은 군을 일반화하고 연합 체계 이론은 군의 선형 표현에 대한 지표 이론을 일반화한다.   

### 강한 정규 그래프
강한 정규 그래프는 다음과 같이 정의된다. G = ( V, E )를 정점 v 와 차수가 k 인 정규 그래프 라고 한다. 다음과 같은 정수 λ 및 μ도 있는 경우 G는 강한 정규 그래프라고 한다.
- 인접한 두 정점 마다 λ 공통 이웃이 있다.
- 인접하지 않은 두 정점마다 공통 이웃이 있다.

이러한 종류의 그래프는 때때로 srg( v, k, λ, μ)라고 한다.
일부 저자는 정의를 자명하게 충족하는 그래프, 즉 하나 이상의 동일한 크기의 완전한 그래프   및 그 여 그래프인 튜란 그래프의 분리된 합집합인 그래프를 제외한다.

### 영 타블로
영 타블로(pl.: tableaux )는 표현론과 슈베르트 미적분학에서 유용한 조합적 대상이다. 대칭 및 일반 선형 군의 군 표현을 설명하고 성질을 연구하는 편리한 방법을 제공한다. 영 타블로는 1900년 캠브리지 대학의 수학자 Alfred Young 에 의해 소개되었다. 그런 다음 그들은 1903년 게오르그 프로베니우스의 대칭군 연구에 적용되었다. 그들의 이론은 Percy MacMahon, WVD Hodge, G. de B. Robinson, Gian-Carlo Rota, Alain Lascoux, Marcel-Paul Schützenberger 및 Richard P. Stanley를 포함한 많은 수학자에 의해 더욱 발전되었다.

### 매트로이드
매트로이드는 선형 공간에서 선형 독립의 개념을  일반화하는 구조이다. 매트로이드를 정의하는 동등한 방법이 많이 있으며, 가장 중요한 개념들은 독립 집합, 기저, 회로, 닫힌 집합 또는 평면, 폐포 연산자 및 랭크 함수 등이다.
매트로이드 이론은 선형 대수학 및 그래프 이론의 용어에서 광범위하게 차용하는데, 주로 이 분야에서 중심적으로 중요한 다양한 개념의 추상화이기 때문이다. 메트로이드들은 기하학, 위상수학, 조합 최적화, 네트워크 이론 및 부호론에서 응용을 찾았다.  

### 유한 기하학
유한 기하학은 유한한 수의 점 다루는 기하학이다. 익숙한 유클리드 기하학은 유한하지 않다. 왜냐하면 유클리드 직선은 무한히 많은 점을 포함하기 때문이다. 화소가 점으로 간주되는 컴퓨터 화면에 표시되는 그래픽을 기반으로 하는 기하학은 유한 기하학이다. 유한 기하학이라고 부를 수 있는 많은 시스템이 있지만 규칙성과 단순성 때문에 유한 사영 공간과 아핀 공간에 주로 주의를 기울인다. 유한 기하학의 다른 중요한 유형은 유한 뫼비우스 또는 반전 평면 과 라게르 평면이며, 이는 벤츠 평면이라고 하는 일반적인 유형의 예이며, 더 높은 유한 반전기하학과 같은 고차원 아날로그이다.
유한 기하학은 선형 대수학을 통해 구성될 수 있으며, 유한체 선형 공간에서 시작한다. 이렇게 구성된 아핀 평면과 사영 평면을 갈루아 기하학 이라고 한다. 유한 기하학은 순전히 공리적으로 정의될 수도 있다. 가장 일반적인 유한 기하학은 갈루아 기하학이다. 3차원 이상의 유한 사영 공간은 유한 체 사영 공간과 동형 이기 때문이다(즉, 유한 체 선형 공간의 사영). 그러나 2차원에서는 갈루아 기하학과 동형이 아닌 아핀 및 사영 평면, 즉 비데자르게 평면이 있다. 유사한 결과가 다른 종류의 유한 형상에도 적용된다.

## 같이 보기
- 대수 그래프 이론
- 조합 가환 대수
- 대수적 조합론 저널
- 다면체 조합론

## 인용 문헌
- Bailey, Rosemary A. (2004). 《Association Schemes: Designed Experiments, Algebra and Combinatorics》. Cambridge University Press. ISBN 978-0-521-82446-0. MR 2047311.. (Chapters from preliminary draft are available on-line.)
- Bannai, Eiichi (2012). “Algebraic Combinatorics” (PDF). School of Mathematical Sciences Shanghai Jiao Tong University. 2022년 1월 30일에 확인함.
- Bannai, Eiichi; Ito, Tatsuro (1984). 《Algebraic combinatorics I: Association schemes》. Menlo Park, CA: The Benjamin/Cummings Publishing Co. ISBN 0-8053-0490-8. MR 0882540.
- Brouwer, Andries E.; Haemers, Willem H. (n.d.). 《Spectra of Graphs》 (PDF). 101쪽. 2012년 3월 16일에 원본 문서 (PDF)에서 보존된 문서.
- Godsil, Chris; Royle, Gordon (2001). 《Algebraic Graph Theory》. Graduate Texts in Mathematics. New York: Springer-Verlag. 218쪽. ISBN 978-0-387-95241-3.
- Godsil, Chris D. (1993). 《Algebraic Combinatorics》. New York: Chapman and Hall. ISBN 0-412-04131-6. MR 1220704.
- Kashyap, Navin; Soljanin, Emina; Vontobel, Pascal (2009년 8월 7일). “Applications of Matroid Theory and Combinatorial Optimization to Information and Coding Theory” (PDF). BIRS. 2014년 10월 4일에 확인함.
- Neel, David L.; Neudauer, Nancy Ann (2009). “Matroids you have known” (PDF). 《Mathematics Magazine》 82 (1): 26–41. doi:10.4169/193009809x469020. 2022년 2월 13일에 원본 문서 (PDF)에서 보존된 문서. 2023년 4월 14일에 확인함.
- Zieschang, Paul-Hermann (2005a). “Association Schemes: Designed Experiments, Algebra and Combinatorics by Rosemary A. Bailey, Review” (PDF). 《Bulletin of the American Mathematical Society》 43 (2): 249–253. doi:10.1090/S0273-0979-05-01077-3.
- Zieschang, Paul-Hermann (2005b). 《Theory of association schemes》. Springer. ISBN 3-540-26136-2.

## 더 읽어보기
- Billera, Louis J.; Björner, Anders; Greene, Curtis; Simion, Rodica; Stanley, Richard P., 편집. (1999). 《New Perspectives in Algebraic Combinatorics》. MSRI Publications 38. Cambridge University Press. ISBN 052177087-4. 2020년 1월 8일에 원본 문서에서 보존된 문서. 2023년 4월 14일에 확인함.
- Hibi, Takayuki (1992). 《Algebraic combinatorics on convex polytopes》. Glebe, Australia: Carslaw Publications. ISBN 1875399046. OCLC 29023080.
- Hochster, Melvin (1977). 〈Cohen–Macaulay rings, combinatorics, and simplicial complexes〉. 《Ring Theory II: Proceedings of the Second Oklahoma Conference》. Lecture Notes in Pure and Applied Mathematics. Dekker. 171–223쪽. ISBN 0-8247-6575-3. OCLC 610144046. Zbl 0351.13009.
- Miller, Ezra; Sturmfels, Bernd (2005). 《Combinatorial commutative algebra》. Graduate Texts in Mathematics 227. Springer. ISBN 0-387-22356-8. Zbl 1066.13001.
- Stanley, Richard P. (1996). 《Combinatorics and commutative algebra》. Progress in Mathematics 41 2판. Birkhäuser. ISBN 0-8176-3836-9. Zbl 0838.13008.
- Sturmfels, Bernd (1996). 《Gröbner bases and convex polytopes》. University Lecture Series 8. American Mathematical Society. ISBN 0-8218-0487-1. OCLC 907364245. Zbl 0856.13020 – Internet Archive 경유.
- Zeilberger, Doron (2008). 〈Enumerative and Algebraic Combinatorics〉 (PDF). 《The Princeton Companion to Mathematics》. Princeton University Press.